# Gerardo Machado y Morales
Gerardo Machado (Camajuaní, província de Villa Clara, Cuba), 28 de setembre, 1869 - Miami, Estats Units, 29 de març, 1939) va ser un militar i polític cubà, que va lluitar com a general a favor del seu país a la Guerra d'Independència de Cuba. Entre 1925 i 1933 va ser president i dictador de la República neocolonial de Cuba.

## Biografia
Va fer els seus estudis elementals amb els professors Juan Clemente Zamora i Mariano Clemente Prado. Dedicat al comerç en la seva primera joventut, en esclatar la guerra el 1895, va incorporar-se a l'exèrcit revolucionari, on va assolir els graus de capità el 1895, comandant i tinent coronel el 1896, coronel el 1897 i general de brigada el 1898. Acabada la guerra, el general Machado es va reincorporar a la vida civil, i ben aviat va ser designat alcalde de Santa Clara, càrrec en què va romandre poc temps per haver estat nomenat pel general Monteagudo tinent coronel de la Guàrdia rural amb residència a Las Villas.
Va renunciar a aquest lloc al cap de pocs mesos i, en restaurar-se la República, després de la intervenció americana, el president Gómez va nomenar-lo segon cap de l'exèrcit permanent i inspector de les forces armades, i més tard secretari de Governació. El conflicte racista i la guerrita de 1912, d'Orient, van motivar la separació del general Machado del Gabinet del president Gómez i, fora ja del Govern, i coincidint la seva sortida amb greus pertorbacions dins del partit liberal, va fundar el partit Unionista, l'organisme del qual va dirigir a l'Havana.
El triomf del general Mario García Menocal, en els comicis del 1916, per a president de la República, va produir la revolució del 1917, a la qual es va incorporar Machado. Fracassada aquesta revolta, va ser empresonat i sotmès a consell de guerra. A les eleccions de 1920 va ser presentada la seva candidatura per a vicepresident de la República en unió del general Gómez, però l'Assemblea magna del partit liberal va estimar més convenient presentar Arango per a aquell càrrec, decisió que va produir una greu escissió del partit, que es va traduir en el triomf del doctor Alfredo Zayas. En acabar el període de Zayas, Machado es va presentar com a candidat a la presidència, tenint com a oponent García Menocal. Va obtenir un clamorós triomf i el 20 de maig de 1925 es va fer càrrec del Govern.
El novembre de 1928 va ser proclamat candidat nacional pels tres partits. Va ser reelegit president i va prendre possessió del seu càrrec el 20 de maig de 1929 davant la nombrosa representació que gran nombre de nacions van enviar a l'Havana en missió extraordinària. En virtut de les reformes introduïdes a la Constitució, es va ampliar en dos anys l'actuació presidencial, i, per tant, el general Machado va ser designat per a la primera magistratura fins al 20 de maig de 1935. Durant el primer període del seu mandat (1925 a 1929) va reorganitzar l'Exèrcit, la Magistratura i l'Administració pública, fent discret ús de les àmplies facultats que li va atorgar el Poder legislatiu. També es van construir aqüeductes, l'Escola Tècnica Industrial de Rancho Boyeros, als voltants de la qual es va crear una important població fabril, el palau de Justícia de Santa Clara, estacions de Policia, es va prolongar el Malecón habanero, es van captar brolladors per a l'abastament d'aigües potables, es van pavimentar els carrers de diverses ciutats, entre altres obres importants la transcendència total de les quals s'estima en 200 milions de dòlars. Va arbitrar recursos extraordinaris per a aquestes atencions amb la llei d'Impostos per a Obres públiques de 1925, amb la garantia del qual diversos Bancs nord-americans van anticipar les sumes necessàries per al finançament de les obres. Desitjós de fomentar la indústria nacional, va implantar l'aranzel de Duanes de 1927, marcadament proteccionista, i va concertar Tractats de comerç amb Espanya, França, Canadà i Japó.
Amb les seves mesures de govern i les seves iniciatives particulars va contribuir a diversificar els cultius, es van crear noves indústries agrícoles i es van posar barreres aranzelàries a la importació de productes similars als que produïa el país. En l'àmbit polític va aconseguir la cooperació a la seva obra de govern dels tres partits legalment constituïts,i va aconseguir ser molt popular, de manera que, en acabar el 1929 el seu primer període presidencial, va ser reelegit per unanimitat com a candidat nacional amb el consens de gran part de l'opinió pública. Tanmateix, les reeleccions presidencials a Cuba sempre havien provocat greus desordres, i el cas del general Machado no en va ser una excepció.
El grup polític que integrava l'anomenada Unió Nacionalista va protestar sorollosament de les reformes constitucionals efectuades el 1928, per virtut de les quals es va ampliar el període presidencial a sis anys i es va prorrogar en dos anys l'exercici de tots els que ocupaven càrrecs electius. En considerar que aquelles reformes violaven la llei fonamental de l'Estat, el grup va emprendre una campanya d'oposició vigorosa al Govern. Afavorint aquesta actitud, encara que per causes diferents, convergents a idèntica finalitat, va sorgir una forta protesta estudiantil, a la qual es van sumar catedràtics de la Universitat, Instituts i Escoles normals. Com a resposta, el general Machado va clausurar tots els centres docents de la República, va suspendre les garanties constitucionals i va emprendre mesures molt enèrgiques, encara que exemptes de crueltat, contra els autors, còmplices i encobridors dels diversos atemptats terroristes que es cometien gairebé diàriament, i entre els quals cal citar l'explosió d'una bomba a les habitacions privades de Palau.
A l'agost de 1931, els afiliats a la Unió Nacionalista, portant per cabdill el general Menocal, es van alçar en armes contra el Govern. El president Machado va mobilitzar immediatament l'exèrcit, que es va matar disciplinat sense cap deserció, i en poc temps va esclafar la insurrecció, fent presoners a Menocal i principals caps de l'intent. Va dirigir personalment les operacions militars, per a això va establir la seva caserna general a Santa Clara, oferint prèviament a la repressió violenta el perdó i la llibertat a tots els alçats que voluntàriament es presentessin. Acabada la revolta, liquidada generosament amb una àmplia amnistia, va seguir el general Machado atenent els greus problemes econòmics que la crisi mundial produïa, reflectida a Cuba d'una manera aguda, i per tractar de resoldre l'apurada situació del Tresor, va crear nous impostos, va rebaixar en un 25 per cent els pressupostos de despeses de l'estat, va concertar un pla d'estabilització dels preus del sucre, els resultats del qual no van ser els que s'esperava, i va tenir sotmès a la consideració de comissions tècniques especials l'estudi d'una àmplia reforma en l'ordre fiscal i tributari aconsellada per l'economista nord-americà Seligman, cridat especialment per a aquest objectiu.
Machado va sobreviure a diversos intents d'assassinat. El més famós va ser orquestrat per un grup d'oposició violent: l'ABC (coneguts col·loquialment com a «abecedarios»), que primer va assassinar el president del Senat cubà, Clemente Vázquez Bello. Després d'aquell esdeveniment, calculant que Machado assistiria al funeral de Vázquez Bello, van construir un túnel per arribar a la cripta de la família Vázquez al cementiri Colón de l'Havana i hi van plantar un artefacte explosiu. El pla va fracassar quan la família va decidir enterrar Vázquez a la seva població natal, Santa Clara, d'on Machado havia estat alcalde.

Sota l'administració de Machado la policia i l'exèrcit van cometre molts assassinats. L'abast de la seva participació encara es discuteix. El secretari d'Estat dels Estats Units, el 5 de gener de 1933, va escriure a l'ambaixador dels Estats Units a Cuba, Harry Frank Guggenheim el següent:
| « | Ahir a la nit vaig trucar personalment al secretari d'Estat [cubà] amb relació a Hernández i em van assegurar que no hi havia motiu de preocupació en aquest cas o en d'altres. Hernández o Álvarez van morir poc després de la mitjanit en un hospital on l'havien portat amb una bala al cap. Ferrara [el secretari d'Estat cubà] aquest matí ha explicat que anit va esbrinar que cap persona anomenada Hernández estigués detinguda. Aquests assassinats de presoners han commogut profundament l'opinió pública i han enfortit la creença que cap persona detinguda està fora de perill de la venjança oficial. | » |

 L'endemà, Harry Frank Guggenheim va informar el secretari d'Estat dels EUA:
| « | He vist el president [Machado] aquest matí. No va intentar negar la responsabilitat del govern pels assassinats recents d'estudiants, que va qualificar com un error estúpid. | » |

 En una carta al secretari d'Estat dels EUA, el 8 d'abril de 1933, el cònsol nord-americà a Cuba, Edward Reed, va assenyalar:
| « | Segons la informació proporcionada a l'Ambaixada per fonts que se suposen fiables, el 6 d'abril hi va haver diversos homicidis a l'Havana i als voltants. La policia secreta va arrestar un jove anomenat Carlos Manuel Fuertes als afores del Teatre Payret a l'Havana. Es diu que Fuertes va ser membre de la direcció estudiantil. Més tard, la mateixa nit, el seu cos va ser trobat prop de l'ermita de les Caterines al carrer Ayesteran. | » |

## Desenllaç
L'anarquia ja s'havia desfermat a tot el país, i la venjança contra els machadistes així com la repressió del seu govern foren totals. Davant això, Machado, sense res de suport, va dimitir. Després d'això es va crear un govern provisional pactat entre l'ABC i l'intervencionisme nord-americà representat per l'ambaixador Welles, que va tenir Carlos Manuel de Céspedes i Quesada (fill de l'heroi nacional homòleg) com a president.
Tot i els esforços per estabilitzar la situació, el govern de coalició nacional amb prou feines va durar un mes, i el 4 de setembre de 1933 un grup de sergents liderats per Fulgencio Batista van donar un cop d'Estat, fent-se amb el control de l'Exèrcit. El Directori Estudiantil Universitari va veure en aquesta insubordinació la gran oportunitat i va pactar amb els sergents la formació d'un nou govern. Entre tots dos no hi havia afinitat ideològica o de classe (uns eren camperols i els altres intel·lectuals i universitaris), però sí generacional, cosa que unida al seu afany d'assolir el poder i establir una democràcia nacionalista els va convertir en companys de viatge.
El catedràtic universitari en medicina de la Universitat de l'Havana, Ramón Grau San Martín, va ser elegit president del nou govern, mentre que Batista va ser ascendit a general i nomenat nou cap de les Forces Armades.

## Retir, nivell d'aprovació i mort
El dirigent comunista i destacat intel·lectual cubà Rubén Martínez Villena el va anomenar «Asno con Garras», ja que la seva formació acadèmica va ser gairebé nul·la, i amb aquest malnom qualificatiu se'l va conèixer posteriorment.  Per la seva banda, el nord-americà Langston Hughes el va anomenar «a nice fat president» en interpretar, segons els seus plantejaments, l'intervencionisme del seu país així: «la dominació ianqui/ manté un gros i valent president/ en una petita nació morta de gana». El 28 de novembre de 1932 el germà visitador Antonio Flecha, arribat de Cuba, va fer una exposició de la situació per la qual travessava el país a la lògia maçònica Constancia núm. 16 de Saragossa, referint-se en to condemnatori al govern dictatorial i la deplorable situació econòmica a què havia estat conduït pel seu president, «de qui va dir que, per a vergonya de tots, era maçó». Finalment, Alejo Carpentier s'hi va inspirar per escriure el seu Retrat d'un dictador el 1933.
Sense tornar a participar en política, va morir a Miami Beach l'any 1939. Les seves restes van ser sepultades a Cementiri Caballero Rivero Woodlawn, de Miami.